# Ctenocidaris nutrix
Ctenocidaris nutrix is een zee-egel uit de familie Ctenocidaridae.
De wetenschappelijke naam van de soort werd in 1876 gepubliceerd door Charles Wyville Thomson.